# Копальні царя Соломона (фільм, 2004)
Копальні царя Соломона (англ. King Solomon's Mines) — американський двосерійний телевізійний фільм 2004 року режисера Стіва Боюма, екранізація однойменного роману 1885 року Генрі Райдера Хаггарда. У фільмі знялися Патрік Свейзі в ролі Аллана Квотермейна та Елісон Дуді в ролі Елізабет Мейтленд.

## Сюжет
Відомий мисливець Аллан Квотермейн і колишній найманий солдат Брюс МакНебб вирушають у найнебезпечнішу африканську експедицію на пошуки легендарного святилища, відомого як Копальні царя Соломона. Про копальні ходять найнеймовірніші чутки: той, хто знайде копальні, або буде найбагатшою людиною на Землі, або буде проклятий на віки віків.

## У ролях
| Актор           | Роль             |
| --------------- | ---------------- |
| Патрік Свейзі   | Аллан Квотермейн |
| Елісон Дуді     | Елізабет Метленд |
| Рой Мерсден     | капітан Гуд      |
| Джон Стендінг   | Сем Метленд      |
| Гевін Гуд       | Брюс МакНабб     |
| Сідеде Оньюло   | Умбопа           |
| Ян Робертс      | Генрі Кертіс     |
| Нік Борейн      | Іван Фліков      |
| Хакім Кає-Казім | Твала            |
| Ленглі Кірквуд  | Сергій           |